# Ferenc Münnich
Ferenc Münnich (Seregélyes, 18 novembre 1886 – Budapest, 29 novembre 1967) è stato un politico ungherese, presidente del Consiglio dell'Ungheria dal 1958 al 1961.

## Biografia
Dopo aver combattuto nell'esercito dell'Impero austro-ungarico sul fronte orientale durante la prima guerra mondiale venne catturato e deportato a Tomsk, in Siberia. Nel 1918 venne liberato e tornò in Ungheria dove partecipò all'esperimento rivoluzionario di stampo sovietico di Béla Kun.
Combatté nella guerra civile spagnola nei ranghi del battaglione Rakosi della XIII brigata internazionale e nel 1945 si unì al partito comunista ungherese. Dopo la fine della seconda guerra mondiale divenne sovrintendente della polizia di Budapest.
Durante la rivoluzione del 1956 entrò brevemente a far parte del governo di Imre Nagy come ministro dell'Interno per poi fuggire in URSS. Tornò in patria solo dopo la creazione del governo di János Kádár.
Nel 1965 e 1967 venne insignito del premio Lenin.